# Julian Rosefeldt
Julian Rosefeldt (ur. 1965 r. w Monachium) – niemiecki reżyser filmowy i twórca instalacji artystycznych.

## Życiorys
Julian Rosefeldt studiował architekturę w Monachium i Barcelonie. Po uzyskaniu dyplomu w 1994 r. rozpoczął współpracę z kolegą ze studiów – Piero Steinle. Często współpracuje ze studiem Schaubühne am Lehniner Platz Thomasa Ostermeiera.
Artysta żyje i pracuje w Berlinie od 1999 r. od czasu wyjazdu na rezydencję w berlińskim Sammlung Hoffmann.
W 2009 r. wykładał Sztukę Mediów i Media Design na Bauhaus-Universität w Weimarze. Od 2010 r. jest członkiem Bayerischen Akademie der Schönen Künste na wydziale Filmu i Sztuki Mediów a od 2011 r. wykłada na Akademii Sztuk Pięknych w Monachium.

## Twórczość
Instalacje wideo Rosefeldta są wyrafinowane ale i bogate wizualnie, często prezentowane jako panoramiczne wielokanałowe projekcje. Ich styl jest bardzo różny i waha się od prezentacji, przez manifest, dokument, teatr czy zwykłą fabułę łącząc razem wszystkie te elementy. Pierwsze realizacje były wykonane na taśmach filmowych 16mm i 35mm z czasem jednak przeszedł na nowsze technologie. Jego filmy to skomplikowane przedsięwzięcia i bogate w treści założenia. Przykładem może być jego popularna realizacja z 2015 r. Manifesto, w której aktorka Cate Blanchett odgrywa 13 różnych ról na osobnych ekranach prezentując i jednocześnie oddając hołd tradycji artystycznych manifestów XX wieku.

## Ważniejsze prace
- News (1998 r.)
- Global Soap (2000 r.)
- Asylum, (2001 r.)
- Lonely Planet (2006 r.)
- The Ship of Fools, (2006 r.)
- My home is a dark and cloud-hung land, (2011 r.)
- Deep Gold, (2013 r.)
- Manifesto (2015 r.)

## Wybrane wystawy indywidualne
- 2017
  - Manifesto, European Capital of Culture, Aarhus
  - Works 2001-2016, Nikolaj Kunsthal, Kopenhaga
  - Manifesto, Ecole des Beaux Arts de Paris, Paryż
  - Deep Gold, Galería Helga de Alvear, Madryt
  - Manifesto, Villa Stuck, Monachium
  - Asylum, Rödasten Konsthall, Göteborg
- 2016
  - Manifesto, Staatsgalerie Stuttgart, Stuttgart
  - Manifesto, Park Avenue Armory, Nowy Jork
  - Manifesto, Ruhrtriennale 2016, Duisburg
  - Asylum, Centrum Kultury Nowy Teatr, Warszawa
  - Manifesto, Art Gallery of New South Wales, Sydney
  - American Night, Kemper Art Museum, St. Louis
  - Manifesto, Hamburger Bahnhof – Museum für Gegenwart, Berlin
  - Asylum, Herzliya Museum of Contemporary Art, Herzliya
- 2015
  - Manifesto, ACMI – Australian Centre for the Moving Image, Melbourne
  - Deep Gold, Landesgalerie Linz, Linz
  - Die Schöpfung / In the Land of Drought, Ruhrtriennale 2015, Duisburg
- 2014
  - Meine Heimat ist ein düsteres, wolkenverhangenes Land, ARNDT, Berlin
  - Meine Heimat ist ein düsteres, wolkenverhangenes Land, Kunstmuseum Kloster Unser Lieben Frauen, Magdeburg
- 2012
  - American Night, YOUNGPROJECTS, Los Angeles
  - Lonely Planet, Barbara Gross Galerie, Munich
  - American Night, Bayerische Akademie der Schönen Künste, Monachium
  - Julian Rosefeldt, Galerie West, Haga
  - Julian Rosefeldt / Piero Steinle. Meine Kunst kriegt hier zu fressen – Hommage an Max Beckmann, Kunsthalle Wien Museumsquartier Videolounge (Ursula Blickle Stiftung), Wiedeń
  - World-Making. Film and Photo Works 2001-2011, Taipei Fine Arts Museum, Tajpej
  - Asylum, Dirimart Garibaldi, Stambuł
- 2011
  - Julian Rosefeldt. Photo Works, ARNDT, Berlin
  - American Night, ACMI Australian Centre for the Moving Image, Melbourne
- 2010
  - Making Of: Film Installations and Photo Works 2004-2010, DA2 – Domus Artium, Salamanka
  - American Night, British Film Institute, Londyn
  - Living in Oblivion, Berlinische Galerie, Berlin
- 2009
  - American Night. Film Installations 2004–2009, Kunstmuseum Bonn, Bonn
  - American Night, EX3 – Centro per l'Arte Contemporanea, Florencja
  - American Night, Arndt & Partner, Berlin
  - American Night, Galería Leyendecker, Santa Cruz de Tenerife
- 2008
  - The Ship of Fools, Max Wigram Gallery, Londyn
  - The Ship of Fools, Arndt & Partner, Berlin
  - Requiem, Galeria Helga de Alvear, Madryt
  - The Ship of Fools, Phillips de Pury & Company, Nowy Jork
- 2007
  - Asylum, Apeejay Media Gallery, Nowe Delhi
  - The Perfectionist, Platform China, Pekin
  - Julian Rosefeldt, Galeria Vermelho, São Paulo
  - Julian Rosefeldt, Koraalberg, Antwerpia
  - Julian Rosefeldt, Chapter Gallery, Cardiff
- 2006
  - Trilogie des Scheiterns, Part III, ZKMax, Monachium
  - Clown, Max Wigram Gallery, Londyn
  - Lonely Planet, Arndt & Partner, Berlin
  - Lonely Planet, Bonner Kunstverein, Bonn
- 2005
  - Asylum (przy okazji Spielart Festival), Haus der Kunst, Monachium
  - Global Soap, Galería Leyendecker, Santa Cruz de Tenerife
  - Trilogie des Scheiterns, Part I+II, ZKMax, Monachium
  - The Soundmaker, Arndt & Partner, Zurych
- 2004
  - Asylum, Spike Island, Bristol
  - Asylum, BALTIC Centre for Contemporary Art, Gateshead
  - Julian Rosefeldt, MW projects, Londyn
  - Trilogy of Failure, KW Institute for Contemporary Art, Berlin
  - Asylum / Bastion Europe, Festival d’Avignon, Awinion
- 2003
  - Asylum, Atlantis Gallery, Londyn
  - Asylum, The Chulalongkorn Art Center, Bangkok
  - Julian Rosefeldt und Piero Steinle, Galerie im Park – Museum Franz Gertsch, Burgdorf
- 2002
  - Asylum, Hamburger Bahnhof – Museum für Gegenwart, Berlin
  - Global Soap, XXL Gallery, Sofia
- 2001
  - Julian Rosefeldt / Piero Steinle: Detonation Deutschland, Architekturzentrum, Wiedeń
  - Global Soap, Künstlerhaus Bethanien, Berlin
  - Global Soap, Goethe-Institut, Salvador
  - Global Soap, Herzliya Museum of Contemporary Art, Herzliya
- 2000
  - Julian Rosefeldt / Piero Steinle: Les Cathédrales Inconnues, Goethe-Institut,

Galerie Condé, Paryż
- - Global Soap, Sammlung Hoffmann, Berlin
  - Julian Rosefeldt / Piero Steinle, Galerie Romain Larivière, Paryż
  - Julian Rosefeldt / Piero Steinle, Galerie Six Friedrich / Lisa Ungar, Monachium
- 1999
  - News – Julian Rosefeldt / Piero Steinle, Galerie für Zeitgenössische Kunst, Lipsk
- 1998
  - News – Julian Rosefeldt / Piero Steinle, ZKM – Center for Art and Media, Karlsruhe
  - News, Kunstsammlung Nordrhein-Westfalen, Düsseldorf
- 1997
  - Paris – Les Cathédrales Inconnues, Espace des Blancs Manteaux, Paryż
- 1996
  - As Catedrais Desconhecidas, Alfândega, Porto
  - Detonation Deutschland, Orangerie, Monachium
- 1995
  - München – Die unbekannten Kathedralen, Orangerie, Monachium
- 1994
  - Stadt im Verborgenen, Orangerie, Monachium

## Prace w zbiorach
- Museum of Modern Art, Nowy Jork
- Galeria Saatchi, Londyn
- Goetz Collection, Monachium
- Kunstmuseum Bonn, Bonn
- Burger Collection, Hongkong
- Cisneros Fontanals Art Foundation, Miami
- Museo de Arte Contemporaneo de Castilla y Leon, León
- Sammlung Hoffmann, Berlin
- Thyssen-Bornemisza Art Contemporary, Wiedeń
- CAC, Malaga
- Ellipse Foundation – Contemporary Art Collection, Cascais
- Maison Européenne de la Photographie, Paryż
- Museum Franz Gertsch, Burgdorf